# Colun
Colun – wieś w Rumunii, w okręgu Sybin, w gminie Porumbacu de Jos. W 2011 roku liczyła 171 mieszkańców.